# Derick Martini
Pour les articles homonymes, voir Martini.
Frederick Martini dit Derick Martini (né le 2 décembre 1972 à New York) est un scénariste et réalisateur américain.

## Filmographie

### Producteur
- 2000 : Smiling Fish and Goat on Fire (en)
- 2010 : Louis

### Réalisateur
- 2009 : Lymelife
- 2012 : Hick
- 2015 : The Curse of Downers Grove

### Scénariste
- 2000 : Smiling Fish and Goat on Fire (en)
- 2006 : South Beach
- 2007 : Flash Gordon
- 2009 : Lymelife
- 2010 : Louis